# Vilar do Pinheiro
Vilar do Pinheiro is een plaats (freguesia) in de Portugese gemeente Vila do Conde en telt 2579 inwoners (2001).